# Pseudotocepheus hammerae
Pseudotocepheus hammerae är en kvalsterart som beskrevs av Chakrabarti och Balsi Chand Kundu 1978. Pseudotocepheus hammerae ingår i släktet Pseudotocepheus och familjen Tetracondylidae. Inga underarter finns listade i Catalogue of Life.